# Strontiumtellurit
Strontiumtellurit ist eine anorganische chemische Verbindung des Strontiums aus der Gruppe der Tellurite.

## Gewinnung und Darstellung
Strontiumtellurit kann durch Reaktion von Strontiumoxid mit Tellurdioxid gewonnen werden.
{\displaystyle {\ce {SrO + TeO2 -> SrTeO3}}}
Ebenfalls möglich ist die Reaktion einer Lösung von Strontium(II)-chlorid mit Natriumtellurit, wobei das Monohydrat entsteht.
{\displaystyle {\ce {SrCl2 + Na2TeO3 -> SrTeO3*H2O + 2 NaCl}}}
Dieses kann auch durch Reaktion einer Lösung von Strontium(II)-chlorid mit Tellurdichlorid dargestellt werden.
{\displaystyle {\ce {SrCl2 + 2 TeCl2 + 3H2O -> Te + SrTeO3*H2O + 6 HCl}}}

## Eigenschaften
Strontiumtellurit ist ein farbloser ferroelektrischer Feststoff. Die Verbindung liegt in mehreren Kristallstrukturen vor. Die Niedertemperaturvariante besitzt eine Kristallstruktur mit der Raumgruppe C2/c (Raumgruppen-Nr. 15). Die Hochtemperaturformen besitzen ebenfalls eine monokline Kristallstruktur. Neben dem Übergang in eine ferroelektrische Phase bei 583 K erfährt monoklies SrTeO3(I) bei >=1260 K eine langsame Umwandlung in eine Hochtemperaturform (SrTeO3(II)), die bei 648 K bzw. bei 733 K schnelle Phasenumwandlungen durchläuft.